# Kerti pillangóvirág
A kerti pillangóvirág, más néven sallangos pillangóvirág vagy egyszerűen pillangóvirág (Cosmos bipinnatus) az őszirózsafélék családjába tartozó növényfaj, a pillangóvirág (Cosmos) nemzetség Magyarországon legelterjedtebb tagja. Hasonnevei: lepkevirág és pillevirág, társneve az ékeske, csillagvirág és a menyecskeszem. Mexikóból származó egynyári, vágásra is alkalmas dísznövény.

## Jellemzői
Meleg és fényigényes, gyors fejlődésű, szárazságtűrő, tápanyaggal közepesen ellátott talajt kíván. Fagyérzékeny, ezért csak már a melegebb tavasz végi, nyár elejei napokon vethető szabad földbe, de dézsában is termeszthető. 1-2 hét alatt kicsírázik, ezután lehet ritkítani. A már szinte kifejlett növény visszacsípve bokrosabbá nevelhető. Elfekvésre hajlamos.

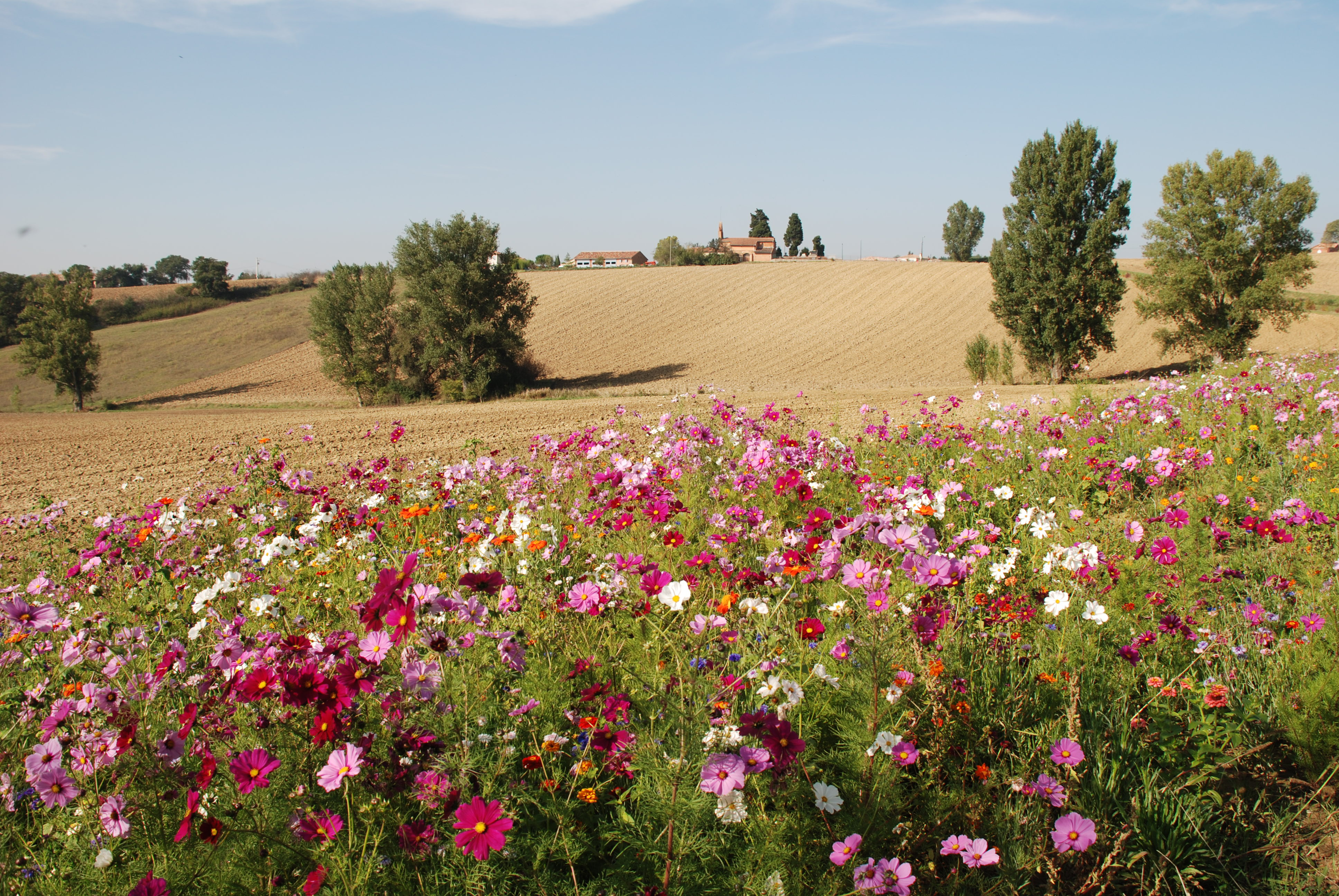
Térelválasztó pillangóvirágok
(Haute-Garonne, Franciaország)

Kétszeresen, szálasan szárnyalt levelű, akár 120 cm-t is meghaladó (általában 50–150 cm közötti) magasságú egynyári növény. Virágai a nyár közepétől egészen a fagyokig nyílnak. Fehér, rózsaszín, piros vagy lila színben pompázik. Tartós virágzású. Fészkes virágzata 6–8 cm átmérőjű virágokból áll, a hajtások végén egyesével nőnek. Levágva 3-4 napig díszítenek.
Kártevője, kórokozója szinte nincs. A frissen kihajtott növényeket a csigák, időjárástól, nedvességtől függően a levéltetvek károsíthatják.
Felhasználása: takaró növény, illetve sövényként, vagy  egynyári és évelőágyba kiegészítőként is jól használható.
Fajták: Unschuld, Sensation.

## Elterjedése
Mexikó és Guatemala területeitől egészen Costa Ricáig őshonos, innen került át Arizonába és az Amerikai Egyesült Államokba. Mivel azonban dísznövényként sokfelé termesztik és nagyon alkalmas az el-, illetve visszavadulásra, világszerte elterjedt, inváziós faj.